# Вукашин Голубовић
Вукашин Голубовић је измишљени лик из серије Срећни људи. Лик је измислио Синиша Павић, а тумачио Десимир Станојевић.

## Биографија
Вукашин је рођен 1950. и живео је у Београду, на периферији. Он је радио у канцеларији као папиролог. Оженио се Лолом, са којом има двоје деце (Ђурђину и Небојшу). Након што није имао пара да плати станарину, преселио се са својом породицом код Ристане и Аранђела (његових родитеља). И Вукашин се као и Аранђел посвађао са својим комшијом Остојићем.